# Ocupação britânica do Egito
A história do Egito sob o domínio britânico se refere ao período após 1882, quando os ingleses conseguiram derrotar o exército egípcio em Tel El Kebir, em setembro, e assumiram o controle do país até a Revolução Egípcia de 1952 que tornou o Egito uma república e resultou na expulsão dos funcionários  britânicos.

## Protetorado velado (1882–1914)
Em 1882, a oposição ao controle europeu levou à crescente tensão entre os nativos notáveis; a oposição mais perigosa vinha do exército. Uma grande manifestação militar em setembro 1881 forçou o Quediva Teufique Paxá a demitir seu primeiro-ministro. Em abril 1882, a França e a Grã-Bretanha enviaram navios de guerra para Alexandria para fortalecer o quediva em meio a um clima turbulento, espalhando o medo de uma invasão em todo o país. Teufique mudou-se para Alexandria por receio de sua própria segurança, oficiais do exército liderados por Ahmed Urabi começaram a tomar o controle do governo. Em junho, o Egito estava nas mãos de nacionalistas contrários à dominação europeia do país. Um bombardeio naval britânico de Alexandria teve pouco efeito sobre a oposição o que levou ao desembarque de uma força expedicionária britânica em ambas as extremidades do Canal de Suez em agosto de 1882. Os britânicos conseguiram derrotar o exército egípcio em Tel El Kebir em setembro, e assumiram o controle do país colocando Teufique de volta no controle. O objetivo da invasão era restaurar a estabilidade política no Egito com um governo do quediva sob controle internacional sendo implementado para agilizar o financiamento do Egito desde 1876. É pouco provável que os britânicos esperassem uma ocupação de longo prazo desde o início, no entanto, Lord Cromer, representante-chefe da Grã-Bretanha no Egito na época, viu as reformas financeiras no Egito como parte de um objetivo de longo prazo. Cromer considerou que a estabilidade política era necessária para a estabilidade financeira, e embarcou em um programa de investimento de longo prazo em recursos produtivos no Egito, sobretudo na economia do algodão, a base dos lucros de exportação do país. Em 1906, o incidente de Denshawai provocou um questionamento do domínio britânico no Egito. A ocupação britânica terminou nominalmente com a declaração de independência do Egito pelo Reino Unido de 1922, mas a presença militar britânica no Egito durou até 1936.

### Impacto econômico e social
Durante a ocupação britânica e, posteriormente, o controle, o Egito desenvolveu em um comércio regional e destino de negociação. Imigrantes de partes menos estáveis da região, incluindo gregos, judeus e armênios, deslocaram-se para o Egito. O número de estrangeiros no país cresceu de 10 000 em 1840 para cerca de 90 000 em 1880, e mais de 1,5 milhões em 1930.

## Protetorado formal (1914–1922)
Em 1914, como resultado da declaração de guerra contra o Império Otomano, do qual o Egito era nominalmente uma parte, a Grã-Bretanha declarou um protetorado sobre o país e depôs o quediva, substituindo-o por um membro da família que foi feito sultão do Egito pelos britânicos. Um grupo conhecido como "Delegação Wafd" participou da Conferência de Paz de Paris de 1919 para exigir a independência do Egito. Incluído no grupo, estava o líder político Saad Zaghlul, que mais tarde se tornaria primeiro-ministro. Quando o grupo foi preso e deportado para a ilha de Malta, uma grande revolta ocorreu no Egito.

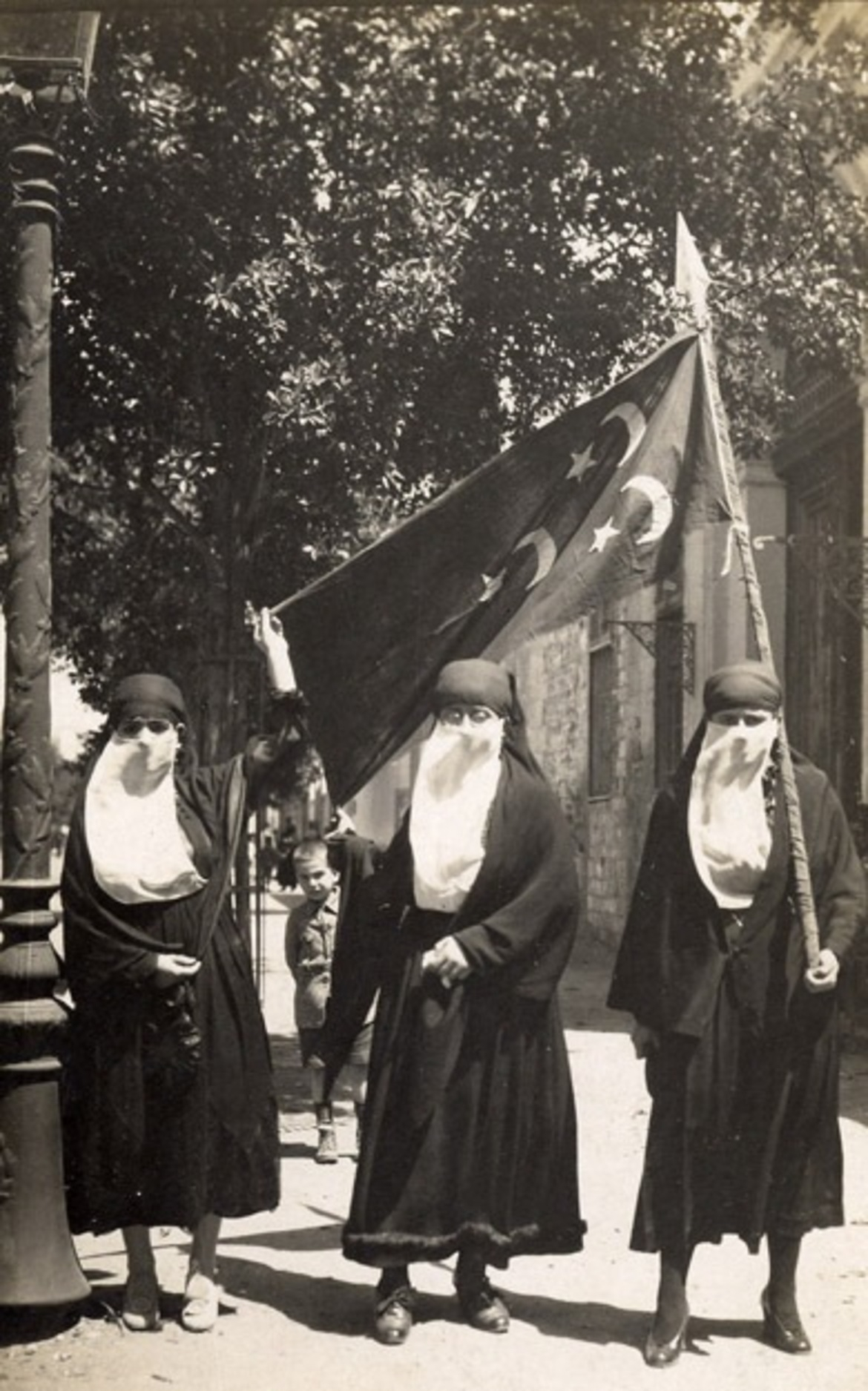
Mulheres em manifestação nacionalistas em Cairo, 1919

De março a abril de 1919, houve protestos em massa que se tornaram uma revolta. Isto é conhecido no Egito como a Revolução de 1919. As manifestações e tumultos continuaram quase que diariamente por todo o país pelo restante da primavera. Para a surpresa das autoridades britânicas, as mulheres egípcias também participaram, lideradas por Huda Sha‘rawi (1879–1947), que se tornaria a principal voz feminista no Egito na primeira metade do século XX. As primeiras manifestações das mulheres ocorreu no domingo de 16 de março de 1919, e foi seguida por um outra ainda na quinta-feira, em 20 de março de 1919. As mulheres egípcias continuariam a desempenhar um papel nacionalista importante e cada vez mais público durante a primavera e o verão de 1919 e posteriormente. A repressão britânica dos motins anticoloniais levaram à morte de cerca de 800 pessoas. Em novembro de 1919, a Comissão Milner foi enviada ao Egito pelos britânicos para tentar resolver a situação. Em 1920, Lorde Milner apresentou seu relatório ao Lorde Curzon, o secretário de Relações Exteriores britânico, recomendando que o protetorado deveria ser substituído por um tratado de aliança. Como resultado, Curzon concordou em receber uma missão egípcia dirigida por Zaghlul e Adli Paxá para discutir as propostas. A missão chegou a Londres em junho de 1920 e o acordo foi concluído em agosto do mesmo ano. Em fevereiro de 1921, o Parlamento britânico aprovou o acordo e o Egito foi convidado a enviar outra missão a Londres com plenos poderes para concluir um tratado definitivo. Adli Paxá liderou esta missão, que chegou em junho de 1921. No entanto, os delegados do domínio na Conferência Imperial de 1921 salientaram a importância de manter o controle sobre a Zona do Canal de Suez e Curzon não conseguiu persuadir seus colegas de Gabinete em concordar com termos que Adli Paxá estava disposto a aceitar. A missão retornou ao Egito em desgosto.

## Ocupação contínua (1922–1956)
Em dezembro de 1921, as autoridades britânicas no Cairo impuseram a lei marcial e novamente deportaram Zaghlul. As manifestações novamente levaram à violência. Em deferência ao crescente nacionalismo e por sugestão do Alto Comissário, Lorde Allenby, o Reino Unido declarou unilateralmente a independência do Egito em 28 de fevereiro de 1922, abolindo o protetorado e estabelecendo um reino independente no Egito. Sarwat Paxá tornou-se primeiro-ministro. A influência britânica, no entanto, continuou a dominar a vida política do Egito e promoveu reformas fiscais, administrativas e governamentais. A Grã-Bretanha manteve o controle da Zona do Canal, Sudão e a proteção externa do Egito.
O Rei Fuade morreu em 1936 e Faruque herdou o trono com a idade de 16 anos. Alarmado pela recente invasão da Itália fascista a Etiópia, assina o Tratado Anglo-Egípcio, exigindo que a Grã-Bretanha retirasse todas as tropas do Egito, exceto no Canal de Suez (acordado para ser evacuado em 1949).
Durante a Segunda Guerra Mundial, as tropas britânicas usaram o Egito como uma base para operações aliadas na região. As tropas britânicas foram retiradas para a área do Canal de Suez em 1947, porém nacionalistas e anti-britânicos continuaram a aumentar sua influência após a guerra.